# Safari park Brijuni
Safari park Brijuni jedini je safari park u Hrvatskoj. Nalazi se na prostoru veličine 9 ha na sjevernom rubu Velikog Brijuna, unutar nacionalnog parka. Osnovan je 1978. godine i u njega su smještene egzotične životinje koje su strani državnici (Nehru, Indira Gandhi, Sékou Touré, Haile Selasije itd.) darivali dugogodišnjem jugoslavenskom predsjedniku Josipu Brozu Titu. Riječ je o egzotičnim biljojedima. Slon Sony koji je bio dar Indire Gandhi bio je svojedobno najveći indijski slon u Europi. Uginuo je 2010., a ostala je živjeti njegova družica Lanka.

## Životinje
- modre antilope
- močvarne antilope
- somalske ovce
- ljame
- stepske i planinske zebre
- zebui (sveta indijska goveda)
- slonovi
- magarci

Zanimljivo je da se 2003. dogodio možda jedinstven slučaj u povijesti. Pošto se životinje na Brijunima slobodno kreću, nastao je mješanac somalijske ovce i muflona.
Etno park
Riječ je o dijelu safari parka s autohtonim istarskim životinjama.
- istarsko govedo
- istarska ovca

## Vanjske poveznice
- Službena stranica  Arhivirana inačica izvorne stranice od 5. srpnja 2013. (Wayback Machine)